# Liliana Ronchetti
Liliana Ronchetti, també coneguda com a Lilly Ronchetti, (Como, Llombardia, 15 de setembre de 1927 – 4 de febrer de 1974) va ser una jugadora de bàsquet italià, considerada una de les millors bases europees de la història.
Formada al ASDG Comense, va debutar a la Serie B italiana. Després d'aconseguir l'ascens a la primera divisió italiana el 1948, va ser una de les principals líders de l'equip en la consecució dels quatres títols consecutius de Lliga entre 1950 i 1953, els dos primers de forma imbatuda. També va ser la màxima anotadora de la Lliga de forma consecutiva entre 1952 i 1954, destacant els 51 punts anotats en un partit, rècord històric a la Sèrie A. Posteriorment, va jugar al Bernocchi Legano, Autonomi Torino, Chlorodont Milano, Standa Milano, essent màxima anotadora de la Lliga la temporada 1959-60, i Zaiss Milano. El 1966 va fitxar per Ri.Ri Mendrisio suís, amb el qual va guanyar tres Lligues suïsses de forma consecutiva entre 1967 i 1969. Va tornar a Itàlia jugant a l'Ignis Varese, entre 1971 i 1973, retirant-se al final d'aquella temporada amb quaranta-cinc anys. Internacional en vuitanta-tres ocasions amb selecció italiana de bàsquet, va participar en els Campionats d'Europa de 1952, 1954, 1956, 1958, 1960 i 1962.
Mesos després de la seva retirada, va morir sobtadament com a conseqüència d'un càncer. Considerada una icona del bàsquet femení de l'època, la FIBA va canviar el nom de la segona competició europea com Copa Liliana Ronchetti la temporada 1974-75. Per la seva contribució al bàsquet femení europeu, va ser inclosa al Saló de la Fama de la FIBA el 2007.

## Palmarès
Clubs
- 4 Lligues italianes de bàsquet femenina: 1949-50, 1950-51, 1951-52 i 1952-53
- 3 Lligues suïsses de bàsquet femenina: 1966-67, 1967-68 i 1968-69

Individual
- Màxima anotadora de la Lliga italiana de bàsquet femenina: 1951-52 1952-53, 1953-54 i 1959-60